# 피아스트 왕조
피아스트 왕조(Piast dynasty)는 폴란드 최초의 역사적 통치 왕조이다. 최초의 통치자는 미에슈코 1세이다. "피아스트 왕조"라는 용어의 기원은 17세기에 비롯하였다.

## 같이 보기
- 폴란드의 역사